# Tibor Helyi
Tibor Helyi (Budapest, 19 de abril de 1963) es un deportista húngaro que compitió en piragüismo en la modalidad de aguas tranquilas. Ganó cuatro medallas en el Campeonato Mundial de Piragüismo entre los años 1982 y 1987.
Participó en los Juegos Olímpicos de Seúl 1988, donde finalizó noveno en la prueba de K2 1000 m.

## Palmarés internacional
| Campeonato Mundial | Campeonato Mundial    | Campeonato Mundial | Campeonato Mundial |
| Año                | Lugar                 | Medalla            | Evento             |
| ------------------ | --------------------- | ------------------ | ------------------ |
| 1982               | Belgrado (Yugoslavia) | Medalla de bronce  | K4 10 000 m        |
| 1985               | Malinas (Bélgica)     | Medalla de oro     | K4 10 000 m        |
| 1986               | Montreal (Canadá)     | Medalla de bronce  | K4 10 000 m        |
| 1987               | Duisburgo (RFA)       | Medalla de plata   | K4 10 000 m        |